# Niels Larsen
Pour les articles homonymes, voir Larsen.
Niels Hansen Ditlev Larsen, né le 21 novembre 1889 à Horsens et mort le 15 novembre 1969 à Otterup, est un tireur sportif danois.

## Carrière
Niels Larsen remporte aux épreuves de tir aux Jeux olympiques d'été de 1912 se tenant à Stockholm deux médailles de bronze : l'une en carabine libre à 300 m trois positions et l'autre en carabine libre par équipes. Aux Jeux olympiques d'été de 1920 à Anvers, il est champion olympique en carabine libre à 300 m debout par équipes et médaillé d'argent en carabine libre à 300 m trois positions. À Paris pour les Jeux olympiques d'été de 1924, il obtient le bronze en carabine à 600 m.